# Икона Николы из Духова монастыря
«Николай Чудотворец» — русская икона XIII века новгородского происхождения. Находится в собрании Государственного Русского музея.

## История
Икона происходит из новгородского Духова монастыря, который известен по летописным данным с 1162 года. В 1920-е годы поступила в собрание Новгородского музея где в 1926—1928 гг. была раскрыта. В 1929—1932 гг. участвовала в выставке памятников древнерусской живописи в Германии, Австрии, Англии и США, организованной Наркомпросом РСФСР. В 1933 году икона поступила в Русский музей.
До раскрытия икона датировалась 1500 годом из-за надписи XVIII века, выполненной при поновлении иконы: «…от воплощения Бога Слова 1500 написан сей образ святого великого святителя Николая Мирликийского Чудотворца, взят сей образ из Диких пол…». После раскрытия икону вначале датировали XII веком. В 1937 году искусствовед А. И. Некрасов предложил датировку иконы рубежом XII—XIII веков. Искусствоведы В. Н. Лазарев и Г. С. Колпакова датируют икону серединой XIII века.

## Иконография
Икона написана на липовой доске без паволоки. Доска состоит из трёх частей, оригинальные торцевые шпонки утрачены (сохранились следы гвоздей), доски скрепляют более поздние врезные сквозные шпонки. Доска с ковчегом, поля сильно опилены.
Святитель Николай изображён по пояс, правой рукой он благословляет, в левой держит Евангелие. Лик святого византийски суров, но, как отмечает академик Лазарев, графическая проработка формы не является работой византийского мастера — «линии как бы врезаны в поверхность доски, в них есть что-то чеканное».
В медальонах вокруг головы Николая Чудотворца помещены изображения святых Афанасия и Онисима (слева) и Феодула и Екатерины (справа). Эти образы написаны более мягко, чем лик святого Николая и в них «особенно явственно сказывается отход от византийских образцов». По мнению Г. С. Колпаковой это могут быть патрональные святые заказчика иконы, а сама она является «поминальным вотивным заказом конкретной семьи».
На полях иконы помещены святые, издавна почитавшиеся в Новгороде как общие заступники:
- верхнее поля — архангелы Михаил и Гавриил, между которыми расположен престол уготованный (как на поясной иконе Николая Чудотворца из Новодевичьего монастыря);
- левое поле — Симеон Столпник, Борис и неизвестная мученица;
- правое поле — мученица Евдокия, Глеб, мученик Флор;
- нижнее поле — остатки поясного изображения мученицы.